# Alexander Alexandrowitsch Schimanow
Alexander Alexandrowitsch Schimanow (russisch Александр Александрович Шиманов; beim Weltschachbund FIDE Aleksandr Shimanov; * 8. Mai 1992 in Sankt Petersburg) ist ein russischer Schachspieler.

## Werdegang

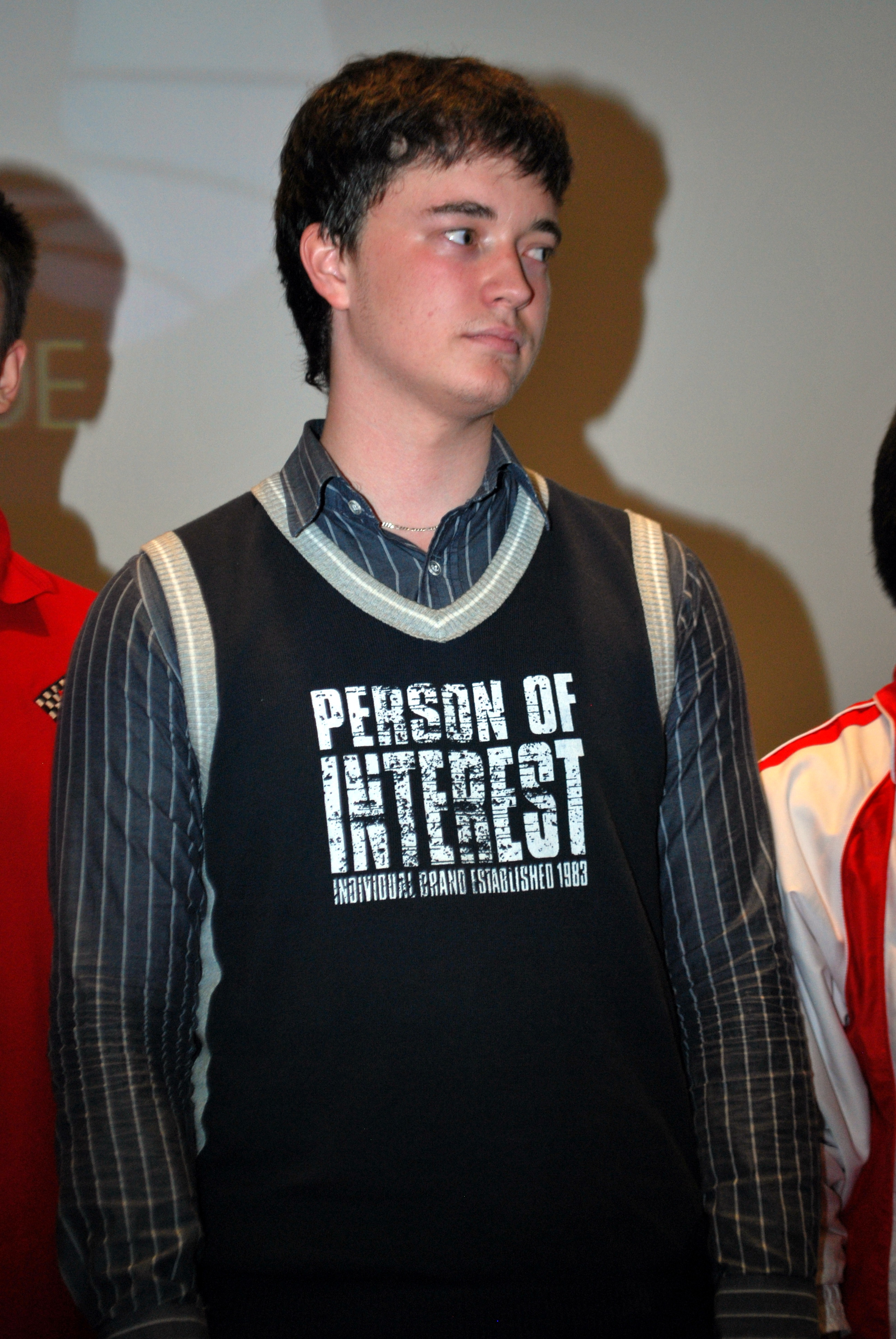
Alexander Schimanow, 2010

Als Vierjähriger lernte Schimanow das Schachspiel. Er wurde ausgebildet in der Schachschule im nördlichen St. Petersburger Stadtbezirk Kalinin, die außer ihm auch Anish Giri besuchte, und später im ehemaligen Pionierpalast. Zu seinen Trainern zählen Wladimir Lusgin, Waleri Popow und Sergei Iwanow. Seinen ersten großen Erfolg feierte er 2004 mit dem Gewinn der russischen U12-Meisterschaft. Seither konnte er sich im Jugendbereich bei mehreren Turnieren in die Siegerliste eintragen. 2008 wurde er russischer U16-Meister. Im selben Jahr wurde er Erster, punktgleich mit Jaroslaw Scherebuch, beim Somow-Memorial in Kirischi und belegte den zweiten Platz mit der russischen Auswahl bei der U16-Schacholympiade in Mersin. 2010 siegte er bei der russischen Jugendspartakiade in Nowaja Ladoga in Einzel- und Teamwertung.
Im folgenden Jahr teilte er den ersten Platz mit dem Sieger Maxim Matlakow bei der russischen U20-Meisterschaft und wurde Zweiter hinter Wassili Jemelin bei der St. Petersburger Stadtmeisterschaft. 2012 siegte er in diesen beiden Wettbewerben. Vereinsschach spielte er für den Tschigorin-Schachklub in Russland und für den Manisa Doruk Koleji S. K. in der Türkei. Mit dem Team Viking aus Sollentuna wurde er 2012 schwedischer Mannschaftsmeister.
Schimanow wurde 2007 zum Internationalen Meister und 2009 zum Großmeister ernannt, wobei er die meisten seiner Normen in der Turnierserie Petrowskaja Ladja in Peterhof erzielte. Häufig war er beim traditionsreichen Rilton Cup in Stockholm zu sehen. Bei seinem ersten Auftritt 2009/2010 wurde er Sechster, im nächsten Jahr landete er hinter Sergei Wolkow auf dem zweiten Platz. Schließlich gelang ihm 2011/2012 der Sieg mit einem Punkt Vorsprung auf Slavko Cicak, Dragan Šolak und drei weitere Spieler. Ebenfalls in guter Form präsentierte er sich in Oberwart 2010 (1. Platz) und beim Aeroflot Open 2012 B (3. Platz, punktgleich mit sechs anderen Spielern).